# おねぇさまのおせっかい代理店。 ファニーカンパニー!
『おねぇさまのおせっかい代理店。 ファニーカンパニー!』（おねぇさまのおせっかいだいりてん。 ファニーカンパニー!）は、2011年1月から2012年2月まで富山テレビで放送されていたバラエティ番組である。通称『ファニカン』。

## 概要
「富山を勝手に盛り上げる!」をテーマに掲げており、視聴者にお得な情報を届けていた。

## 放送時間
- 日曜日 9:30 - 9:55
  - レギュラー放送は2011年末をもって終了し、2012年からは月に1回土曜夕方に放送されていたが、同年2月に終了した。

## 出演者
- マンディ田中
- テツandトモ
- 熊田曜子
- 響
- 夏川純
- 小林さり

ほか

## 主なコーナー
- とやまんぞくクーポン - 富山県内のデパートやショッピングモール、商店街でお得なクーポンをゲットする。
- マンディキッチンスペシャル - 人気の飲食店へ行き、オリジナルの新メニューを考案し、実際に販売させる。
- わらしべー1グランプリ - 富山の鱒ずしからスタートするわらしべ長者企画。
- ほか